# Pi Piscium
Pi Piscium (π Psc / 102 Piscium) es una estrella en la constelación de Piscis.
De magnitud aparente +5,55, se encuentra a 114 años luz de distancia.
Dentro de 779 000 años se hallará a 107 años luz, que será la mínima distancia a la que estará del sistema solar.

## Nombre
En la astronomía china, Yòu Gèng (右更) —cuyo significado es el «oficial a cargo de los  pastos»—, es un asterismo que comprende, además de Pi Piscium, a Kullat Nunu (η Piscium), ρ Piscium, Torcularis Septentrionalis (ο Piscium) y 104 Piscium.
Por ello, Pi Piscium recibe a título individual el nombre de Yòu Gèng sān, «la tercera estrella del oficial a cargo de los  pastos».

## Características
Pi Piscium es una estrella blanco-amarilla de la secuencia principal de tipo espectral F0V.
Sus características son parecidas a las de las componentes de Porrima (γ Virginis) o a las de 47 Cassiopeiae.
Tiene una temperatura efectiva de 6583 ± 94 K y una luminosidad 6,3 veces superior a la luminosidad solar.
Con un radio 1,8 veces más grande que el radio solar, Pi Piscium gira sobre sí misma con una velocidad de rotación proyectada de 117 km/s.
Su contenido metálico es notablemente inferior al del Sol, con un índice de metalicidad [Fe/H] = -0,42, mientras que su abundancia relativa de litio puede ser semejante a la del Sol.
La masa de Pi Piscium es un 38 % mayor que la masa solar —un 29 % mayor de acuerdo a otro estudio— y es una estrella del disco fino cuya edad más probable es 2000 millones de años.